# English (Indiana)
English is een plaats (town) in de Amerikaanse staat Indiana, en valt bestuurlijk gezien onder Crawford County.

## Demografie
Bij de volkstelling in 2000 werd het aantal inwoners vastgesteld op 673.
In 2006 is het aantal inwoners door het United States Census Bureau geschat op 690, een stijging van 17 (2,5%).

## Geografie
Volgens het United States Census Bureau beslaat de plaats een oppervlakte van
7,9 km², geheel bestaande uit land. English ligt op ongeveer 232 m boven zeeniveau.

## Plaatsen in de nabije omgeving
De onderstaande figuur toont nabijgelegen plaatsen in een straal van 24 km rond English.